# Arracourt
Arracourt település Franciaországban, Meurthe-et-Moselle megyében. Lakosainak száma 252 fő (2022. január 1.). Arracourt Athienville, Bathelémont, Bezange-la-Grande, Bures, Juvrecourt, Vic-sur-Seille és Réchicourt-la-Petite községekkel határos.

## Népesség
A település népességének változása:
| Lakosok száma | 321  | 215  | 234  | 240  | 245  | 249  | 246  | 250  | 248  | 252  |
|               | 1968 | 1982 | 1999 | 2006 | 2011 | 2015 | 2017 | 2018 | 2020 | 2022 |